# Andreas Seger
Andreas Seger (* 1962) ist ein deutscher Komponist, Autor und ehemaliger Musikredakteur.

## Leben
Andreas Seger, aufgewachsen in Rottweil am Neckar, studierte nach dem Abitur Schulmusik und arbeitete hauptberuflich 20 Jahre lang als Musikredakteur beim Südwestrundfunk in Baden-Baden und Mainz. Nebenberuflich war er fast immer auch als Chorleiter tätig. In verschiedenen Musikverlagen sind über 200 Werke, fast ausschließlich Chorsätze und Chorkompositionen, veröffentlicht.
Im März 2011 erschien bei edition maya sein erstes Buch, der Lyrikband „Gegenüber“ mit 28 Liebessonetten, im August 2012 der Gedichtband „Schattenleuchten“ im Gerhard Hess Verlag. Einige Gedichte und Kurzgeschichten wurden auch in dem Online-Literaturmagazin „eXperimenta“ publiziert. Zum Ende des Sommersemesters 2011 hat er sein Studium „Creative Writing“ am Institut für Kreatives Schreiben INKAS bei Rüdiger Heins beendet, wo er bis September 2012 auch die Ausbildung zum Poesie-Pädagogen absolvierte.
Seit Anfang 2011 leitet Andreas Seger den Kirchenchor der Evangelischen Johannesgemeinde in Bingen am Rhein. 2013 gründete er gemeinsam mit seiner Frau Chris Blomen-Pfaff den Verlag WortLausch Kulturpuls, mit dem die beiden Poesie-Pädagogen und Dozenten für Natürliches Schreiben & Heilende Poesie unter anderem die Möglichkeit bieten, Texte ihrer Workshop- und Seminarteilnehmer zu publizieren. Mittlerweile hat Seger darin aber auch zwei eigene Gedichtbände veröffentlicht: „Die Hummel und das Nilpferd – lyrische CharikaDURen über MOLLige Freundschaft und andere Hindernisse“ (Neuausgabe 2015), sowie den bibliophilen Band „Anima expressis verbis – 30 Fotosonette“.
Nach Stationen (seit Anfang der 1990er-Jahre) in Schöneberg/Hunsrück und Bingen am Rhein lebt er in Bad Ems an der Lahn.

## CD-Veröffentlichungen
- Empfangsbereit: NOVO Records Neuwied (2021)
- Rottweiler Mädchenkantorei: Are Musik Verlag (1998)
- Viel gut Gesang – Alte Weisen auf neue Weise: Are Musik Verlag (1996)

| Personendaten    | Personendaten                                 |
| ---------------- | --------------------------------------------- |
| NAME             | Seger, Andreas                                |
| KURZBESCHREIBUNG | deutscher Komponist, Autor und Musikredakteur |
| GEBURTSDATUM     | 1962                                          |